# Wake Up Boo!
Wake Up Boo! is een nummer van de Britse indierockband The Boo Radleys uit 1995. Het is de eerste single van hun vierde studioalbum Wake Up!.
"Wake Up Boo!" is een vrolijk uptempo nummer waarin zanger Martin Carr zijn eigen optimisme ("Twenty-five I don't recall a time I feel this living") contrasteert met het pessimisme van zijn geliefde ("You have to put the death in everything"). Carr haalde voor het nummer inspiratie uit de Take That-uitvoering van Could It Be Magic. Volgens Carr duurde het dat het vier dagen om de definitieve versie van "Wake Up Boo" samen te stellen en dat het het enige nummer op het album was dat "gewoon voor de lol" was geschreven. Het nummer werd een grote hit in het Verenigd Koninkrijk en bereikte daar de 9e positie. In Nederland bereikte de plaat geen hitlijsten, maar werd desondanks wel een radiohit.

## Tracklijst
- Cd-single

1. "Wake Up Boo!" - 3:09
2. "Janus" - 3:08
3. "Blues for George Michael" - 8:49
4. "Friendship Song" - 5:26

- 12"
- Cd-single

1. "Wake Up Boo!: Music for Astronauts" - 8:55
2. "Janus" - 3:08
3. "Blues for George Michael" - 8:49